# Жан-Ед Моріс
Жан-Ед Моріс (фр. Jean-Eudes Maurice, нар. 21 червня 1986, Альфорвіль) — гаїтянський футболіст, нападник.
Виступав, зокрема, за клуб «Парі Сен-Жермен», а також національну збірну Гаїті.
Володар Кубка Франції. Володар Суперкубка Франції.

## Клубна кар'єра
Народився 21 червня 1986 року в місті Альфорвіль. Вихованець юнацьких команд футбольних клубів Альфорвіля.
У дорослому футболі дебютував 2007 року виступами за команду «Парі Сен-Жермен-2», в якій провів чотири сезони, взявши участь у 64 матчах чемпіонату.
2008 дебютував у складі головної команди клубу «Парі Сен-Жермен». Відіграв за паризьку команду наступні три сезони своєї ігрової кар'єри. За цей час виборов титул володаря Кубка Франції.
Згодом з 2011 по 2015 рік грав у складі команд клубів «Ланс» (оренда), «Ле-Ман», «Ченнаї», «Неа Саламіна» та «Ерміс».
2016 переїхав до В'єтнаму, провівши півроку в складі клубу «Суантхань Сайгон», після чого залишив клуб. У березні 2017 році перейшов до чемпіонату Казахстану, провівши рік в «Таразі» та ще рік в «Актобе».
З січня 2019 є вільним агентом.

## Виступи за збірну
2011 року дебютував в офіційних матчах у складі національної збірної Гаїті. До завершення виступів 2016 року провів у формі головної команди країни 30 матчів, забивши 12 голів.
У складі збірної був учасником Золотого кубка КОНКАКАФ 2013 року у США, Золотого кубка КОНКАКАФ 2015 року у США і Канаді, Кубка Америки 2016 року у США.

## Титули і досягнення
- Володар Кубка Франції (1):

«Парі Сен-Жермен»: 2009–10
- Володар Суперкубка Франції (1):

«Парі Сен-Жермен»: 2013